# 偏光汙染

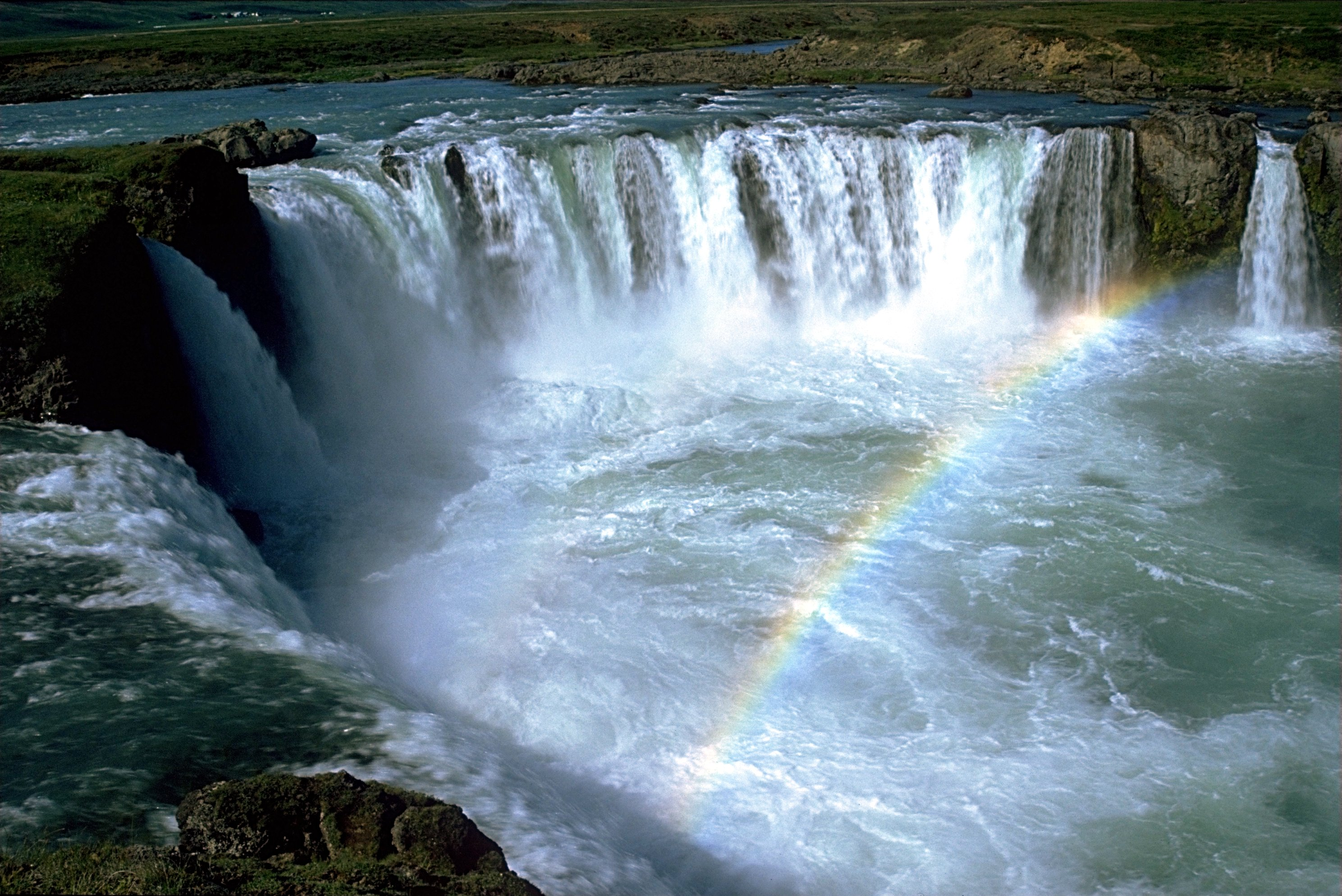
在自然界，水和水蒸氣會對非垂直照射的自然陽光造成偏極化。

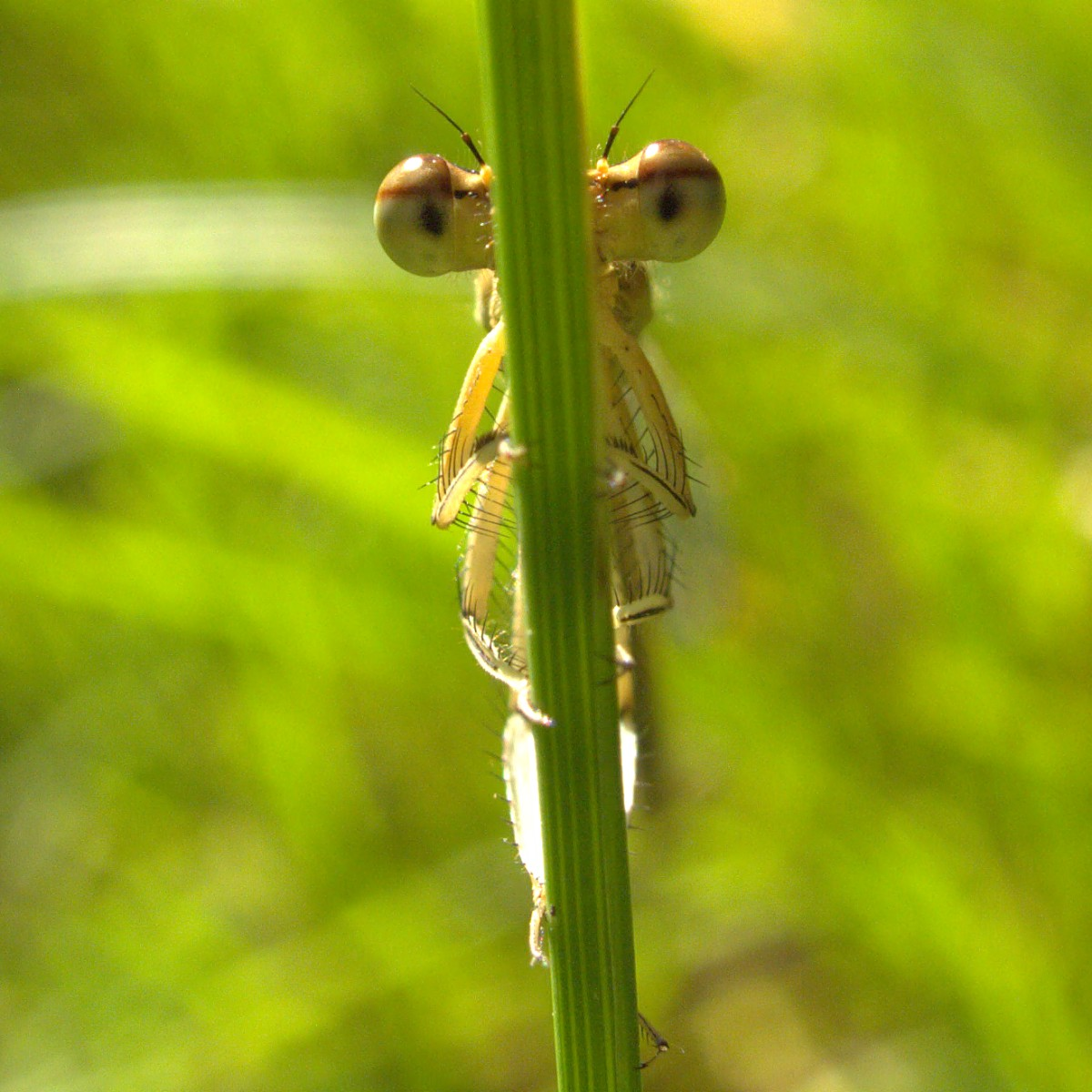
白腿琵蟌的眼睛小平面直接與間接的接收光線，給予其環境的資訊。

偏光汙染特指偏振光的汙染，是光汙染形式的一個子集合，而極化是光波的一種屬性，描述其震盪的方向。
在自然界，水和水蒸氣都會使太陽光（本身就略有極性）偏極化。通過接收極化光子的方向，一些物種可以修正遷移時的路徑。人造的天然或偏振光可以擾亂這些物種的生態系統，在這些物種中發揮重要的作用。授粉者就是這種的一個例子。

## 學說的歷史
讓-巴蒂斯特·必歐和他的繼任者顯示有機產品，例如果糖和蔗糖可以產生偏極光。然而，只有才意識到偏極光在自然界扮演著重要的角色，尤其在昆蟲世界中發揮重要的作用。
最近，當出現了光汙染的概念，人造光的偏振狀態可能的影響問題。
Gábor Horváth和他團隊的計畫提出新的問題，需要更好的理解、處理和敘述特定生態（在空間和時間上，直接或延遲）受到偏極光（源自人類修改或製造與物體的交互作用）的影響。

## 對昆蟲的影響
一個代表性的例子是瀝青表面以與池塘類似的方式偏振光造成的生態陷阱。研究表明，成群的蜉蝣在道路上產卵，而不是在河流或池塘上。[2]許多昆蟲都有水生幼蟲階段，它們在很大程度上依賴視覺線索，例如池塘或河流的光反射來尋找產卵場所。因此，它們經常將瀝青路面誤認為是水，直接將卵產在路面上，讓卵在陽光下脫水死亡。